# Karang Tanding (Jarai)
Karang Tanding is een bestuurslaag in het regentschap Lahat van de provincie Zuid-Sumatra, Indonesië. Karang Tanding telt 579 inwoners (volkstelling 2010).